# قطع غيار

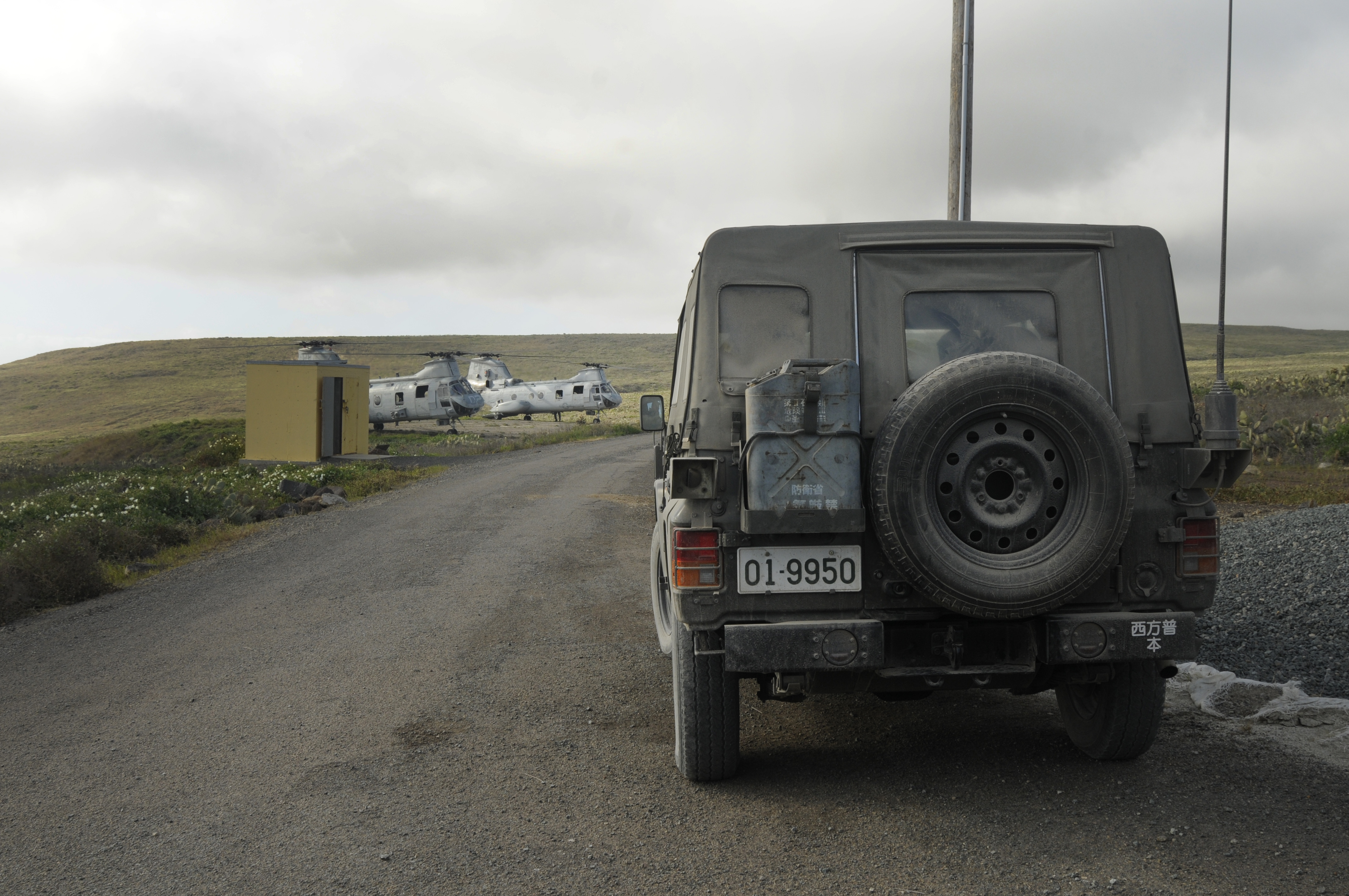

قطع الغيار هي مجموعة المكونات والقطع التي تكون جهازا ما أو آلة والتي يمكن استبدالها عند تضررها دون الحاجة إلى استبدال الجهاز كاملا. ويعتبر عدد قطع الغيار محددا لمدى تعقيد تركيب الجهاز أو الآلة . مثلا يعتبر المكوك الفضائي أكثر الالات تعقيدا وتركيبا حيث يبلغ قطع غياره مليوني قطعة تكونه وتؤلفه حتى يؤدي وظيفته.
أشهر استعمال للكلمة هو مجال السيارات ، حيث يراعى أثناء اقتناء السيارة توفر كل قطع غيارها قصد ايجادها بسهولة في صورة تعطلها لتغييرها.